# Шульга Олександр Васильович
Шульга Олександр Васильович  (15 березня 1957, Прилуки) — директор НДІ «Миколаївська астрономічна обсерваторія», доктор фізико-математичних наук, старший науковий співробітник, кандидат фізико-математичних наук.

## Життєпис
Народився у м. Прилуки.
У 1979 р.закінчив фізичний факультет (астрономія) Харківського державного університету (нині — Харківський національний університет ім. В. Н. Каразіна).
Після закінчення університету працював стажистом-дослідником (1979—1980 рр.), молодшим науковим співробітником (1980—1990 рр.), науковим співробітником (1990—1992 рр.) у Миколаївському відділенні ГАО АН СРСР. З 1992 по 2002 рр. був завідувачем сектором Миколаївська астрономічна обсерваторія МОН України. Виконував обов'язки заступника директора з науки з 2002—2015 рр. Очолив НДІ «Миколаївська астрономічна обсерваторія» у 2015 р.

## Наукові інтереси
В область наукових досліджень входять астрономія, дослідження малих тіл сонячної системи, навколоземний космічний простір, космічне сміття, астрономічне приладобудування. Член МАС з 2002 року.

## Відзнаки
- Почесна грамота Кабінету міністрів України (2013);
- Грамота Верховної Ради України (2011);
- Знак «За наукові досягнення» МОН України (2006).

## Наукові публікації
- 1. Е. С. Сибирякова, А. В. Шульга, В. С. Вовк, Н. А. Куличенко, Е. С. Козырев. Позиционные наблюдения комет комбинированным методом // Кинематика и физика небесных тел, 2015,Т. 31, № 6, с. 47-54. http://www.nao.nikolaev.ua/articles/2015/2015_Sybiryakova_s_01.pdf
- 2. Vovk, V.S., Kulichenko, N.A., Kozyryev, E.S., Sybiryakova, E.S., Shulga, O.V. Observations of near-Earth asteroids of small sizes and at a low solar elongation // Kinematics and Physics ofCelestial Bodies. — 2015. V. 31 (3) — pp.154 http://link.springer.com/article/10.3103/S0884591315030071#page-1
- 3. Thuillot W., Bancelin D., Ivantsov A., Desmars J., Assafin M., Eggl S., Hestrofer D., Rocher P.,Carry B., David P., Abe L., Andreev M., Arlot J.-E., Asami A., Ayvasian V., Baransky A., Belcheva M., Bendjoya Ph., Bikmaev I., Burkhonov O.A., Camci U., Carbognani A., Colas F., Devyatkin A.V., Ehgamberdiev Sh.A., Enikova P., Eyer L., Galeev A., Gerlach E., Godunova V.,Golubaev A.V., Gorshanov D.L., Gumerov R., Hashimoto N., Helvaci M., Ibryamov S., Inasaridze R.Ya, Khamitov I., Kostov A., Kozhukhov A.M., KozyryevY., Krugly Yu N., Kryuchkovskiy V.,Kulichenko N., Kvaratskhelia O.I., Maigurova N., Martyusheva A.A., Molotov I.E., Nikolov G., Nikolov P., Nishiyama K., Okumura S., Palaversa L., Parmonov O., Peng Q., Petrova S.N., Pinigin G. I., Pomazan A., Rivet J.P., Sakamoto T., Sakhibullin N., Sergeev O., Sergeyev A.V., Shulga O.V.,Suarez O., Sybiryakova Y., N., Tarady V., Todd M., Urakawa S., Uysal O., Vachier F., Vaduvescu O., Vovk V., Yi W.-M., Zhang X.-L., Zhang J.-J. The astrometric Gaia-FUN-SSO observation campaign of 99942 Apophis // Astronomy & Astrophysics, Volume 583, id.A59, 12 pp. http://dx.doi.org/10.1051/0004-6361/201425603
- 4. M. Nechaeva, A. Antipenko, V. Bezrukovs, D. Bezrukov, A. Dementjev, N. Dugin, A. Konovalenko, V. Kulishenko, X. Liu, A. Nabatov, V.Nesteruk, G. Pupillo, A. Reznichenko, E. Salerno6, I. Shmeld1, O. Shulga, Y.Sybiryakova, Yu. Tikhomirov, A. Tkachenko, A. Volvach, W.–J. Yang Experiment on radiolocation of objects in near– earth space using VLBI in 2012// Baltic Astronomy. — 2013. — V. 22. — P. 35–41. http://www.nao.nikolaev.ua/articles/2013/2013_Nechaeva_s_01.pdf
- 5.Ye. S. Sybiryakova, Ye. S. Kozyryev, and A. V. Shulga. The Results of Positional Observations of Near Earth Asteroids Using the Combined Observation Method // Bulletin of the CrimeanAstrophysical Observatory. — 2013. — Vol. 109. — P. 66–70. http://www.nao.nikolaev.ua/articles/2013/2013_Sybiryakova_s_02.pdf
- 6. Kara I.V., Kozyruev Y.S., Sybiryakova Y. S., Shulga O. V. NAO catalog of geocentric state vectors of geosynchronous space objects // Bulletin of the Crimean Astrophysical Observatory,2011, V. 107, pp. 98–102. http://www.nao.nikolaev.ua/articles/2011/2011_Kara_s_02.pdf
- 7. O. Shulga, Ye. Kozyryev, Ye. Sibiryakova. Observation of fast NEA objects with prolonged exposure // Proc. of IAU Symposium № 248 «A Giant Step: From Milli- to Micro-arcsecond Astrometry». — Shanghai, 2007. — P. 128—129. http://www.nao.nikolaev.ua/articles/2007/2007_Shulga_s_02.pdf